# الخالدیه (قطر)
الخالدیه یک منطقهٔ مسکونی در قطر است که در شهرداری الریان واقع شده‌است. الخالدیه ۷٫۱ کیلومتر مربع مساحت دارد.